# Oscar Görres
Oscar Görres (Estocolmo, 20 de março de 1986), também conhecido como OzGo, é um compositor, produtor musical e musicista sueco.